# Guennadi Krasnikov
Guennadi Iakovlevitch Krasnikov (Генна́дий Я́ковлевич Кра́сников), né le 30 avril 1958 à Tambov, est un savant russe dans le domaine de la physique des dispositifs des semi-conducteurs, académicien de l'Académie des sciences de Russie (2008), secrétaire-académicien du département des nanotechnologies et des technologies d'information de l'Académie des sciences de Russie (2019-2022), membre étranger de l'Académie nationale des sciences de Biélorussie (depuis 2021), docteur en sciences techniques, directeur général de NIIME. 
Il est élu le 20 septembre 2022 comme président de l'Académie des sciences de Russie.

## Biographie
Il est diplômé avec mention de la faculté de physique et technique de l'Institut de technologie électronique de Moscou en 1981. Il est ensuite ingénieur de l'Institut de recherche scientifique en électronique moléculaire et de l'usine de Mikron et ensuite directeur général de l'entreprise et usine NIIME et Mikron (de 1991 à 2016), directeur général de NII Électronique moléculaire (autrefois Centre de recherche NIIME et Mikron, scindé en tant que filiale distincte depuis 2011).
En 1999-2003, il est directeur général de l'entreprise Centre scientifique, devenue en 2005 Sitroniks. 
Il est élu membre-correspondant de l'Académie des sciences de Russie en 1997, académicien en 2008 pour le département des nanotechnologies et technologies d'information. En septembre 2017, il participe aux élections du président de l'ASR, passe la procédure d'approbation requise par les nouvelles règles du gouvernement de la fédération de Russie. Sa candidature est soutenue entre autres par Jaurès Alfiorov. Il remporte la troisième place au premier tour parmi cinq candidats: 269 voix sur 1 596 voix (derrière Robert Nigmatouline à sept voix).
Il est élu au Présidium de l'Académie des sciences de Russie selon le quota du président de l'Académie des sciences de Russie par 1 002 voix (avec les 569 nécessaires).
Le 22 avril 2019, il est nommé secrétaire académicien par intérim du département des nanotechnologies et technologies d'information de l'ASR, puis confirmé comme secrétaire académicien le 15 novembre 2019. Le
17 décembre 2021, il est élu membre étranger de l'Académie nationale des sciences de Biélorussie.
Guennadi Krasnikov dirige le département de base de micro et nanoélectronique de l'Institut de physique et technologie de Moscou et la chaire fondamentale de technologie submicronnienne de circuit intégré à l'université nationale de recherche dite Institut de technologie électronique de Moscou (MIET); il supervise la formation de spécialistes de qualifications supérieures dans les domaines actuels et prometteurs de la nanotechnologie et du domaine microélectronique.
Il st élu le 20 septembre 2022 président de l'Académie des sciences de Russie,. Lors du vote à l'assemblée générale de l'académie, il devance de plus de deux fois un autre candidat Dmitri Markovitch (résultat : Krasnikov - 871 voix, Markovitch - 397 voix). Il succède au physicien Alexandre Sergueïev qui a retiré sa candidature avant les élections de 2022 à cause de « pression psychologique administrative externe ».

## Activité scientifique

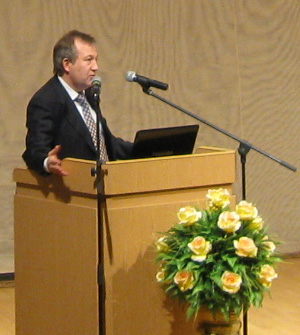
Guennadi Iakovlevitch Krasnikov au 45e anniversaire du MIET.

Guennadi Krasnikov est scientifique dans le domaine de la physique des semi-conducteurs, de composants semi-conducteurs, de la technologie de création de circuits intégrés à très grande échelle et leurs problèmes d'assurance qualité dans la fabrication des dispositifs dans la production industrielle. Il est l'auteur ou le coauteur de plus de quatre cents travaux scientifiques publiés en Russie ou à l'étranger, de quatre monographies et de plus de quarante certificats de droits d'auteur et de brevets.
Ses principaux domaines de recherche sont la micro et la nanoélectronique. Il a créé des bases scientifiques et technologiques pour la formation de structures de semi-conducteurs avec des paramètres électrophysiques contrôlés et stables, et a également révélé des modèles de processus hors équilibre dans des régions de transition des interfaces des systèmes silicium-dioxyde et silicium-métal tout au long de l'itinéraire technologique pour la fabrication de circuits intégrés.

## Activité organisationnelle
G.Ia. Krasnikov est à la tête de la direction technologique prioritaire pour les technologies électroniques de la fédération de Russie, il est membre du conseil scientifique consultatif du centre d'innovation «Skolkovo», membre du conseil scientifique de la commission de l'industrie de la défense de la fédération de Russie, membre du conseil interministériel pour l'attribution du prix du gouvernement de la fédération de Russie dans le domaine de la science et de la technologie, membre de la commission des questions de personnel du conseil pour la science et l'éducation auprès du président de la fédération de Russie, président du conseil scientifique de l'Académie des sciences de Russie « Problèmes fondamentaux de la base d'éléments des systèmes d'information et de contrôle et des matériaux pour sa création », président du conseil scientifique  auprès du présidium de l'ASR « Technologie quantique », membre du conseil de l'ASR pour la recherche dans le domaine de la défense, membre du conseil de coordination scientifique pour les problèmes de planification prévisionnelle et stratégique de la fédération de Russie, membre du conseil interacadémique pour les problèmes de développement de l'État uni. Il est également coprésident du conseil d'expertise pour les activités innovantes et la mise en œuvre des technologies à forte intensité scientifique auprès de la Douma d'État de la fédération de Russie, membre du Présidium du Conseil d'experts du Fonds de promotion de l'innovation. Il a également dirigé le conseil interdépartemental des concepteurs de composants électroniques. Il fait partie de l'alliance mondiale de producteurs de semi-conducteurs (Global Semiconductor Alliance).
Guennadi Krasnikov est rédacteur en chef de la revue Technologie électronique. Série Microélectronique (Электронная техника. Серия «Микроэлектроника»), depuis 2017, et de la revue Microélectronique, membre du comité de rédaction des revues Électronique. Science. Technologie. Business et Nanotechnologie et Technologie microsystémique («Нано- и микросистемная техника»).
Il est membre du Présidium de la Commission d'attestation de l'Institut de physique et de technologie de Moscou (MFTI).
Il est membre du parti Russie unie depuis 2003.
Le 12 décembre 2022, il devient membre du Conseil d'experts auprès du gouvernement de la fédération de Russie.

## Distinctions
Distinctions nationales

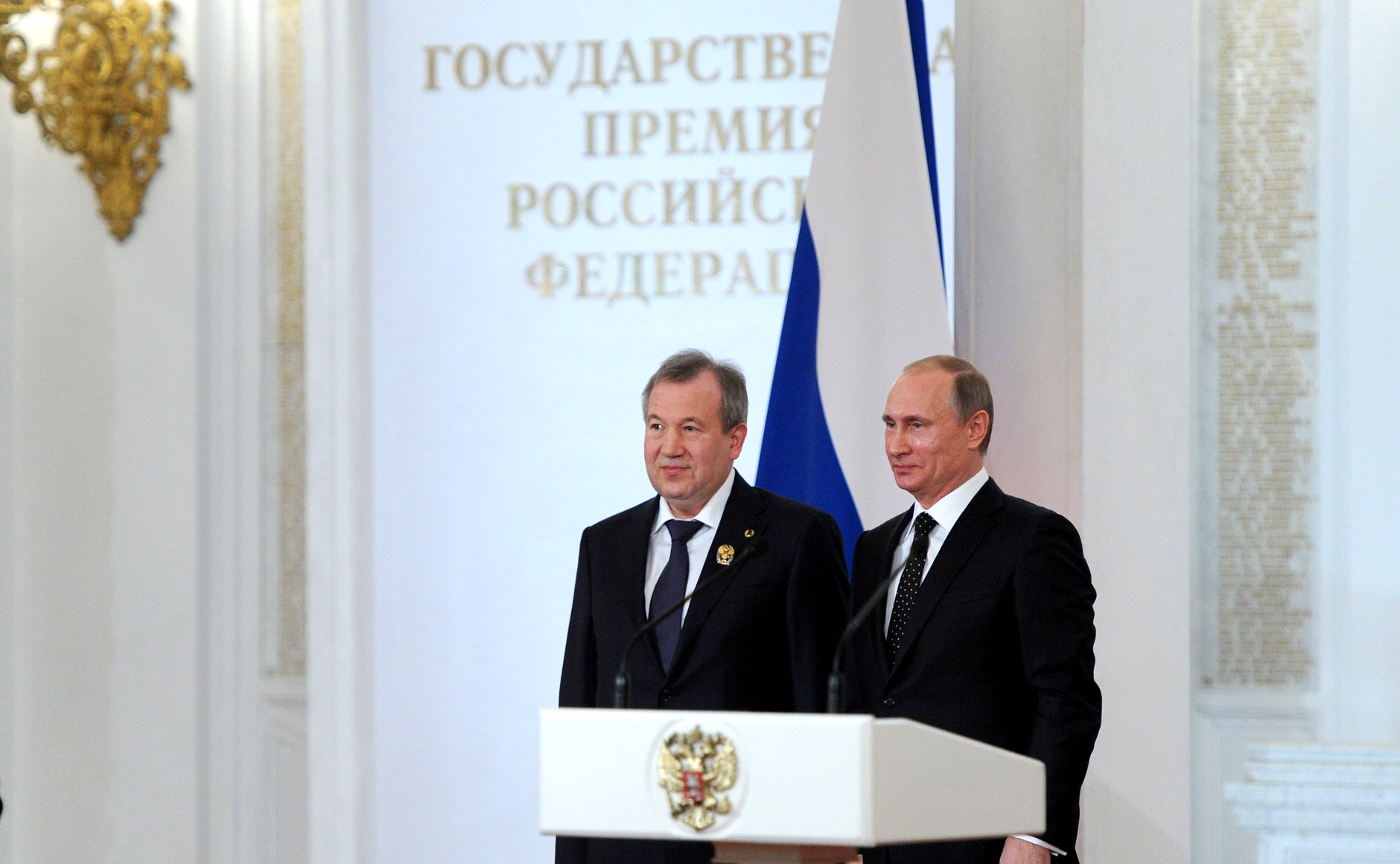
Guennadi Krasnikov et Vladimir Poutine à la remise des prix d'État de la fédération de Russie (12 juin 2015).

- Ordre du Mérite pour la Patrie de IIIe classe (2023)
- Ordre du Mérite pour la Patrie de IVe classe (2008)
- Ordre d'Alexandre Nevski (2018)
- Ordre de l'Honneur (1999)
- Ordre de l'Amitié (2014)
- Médaille en mémoire des 850 ans de Moscou (1997)

Prix d'État
- Prix d'État de la fédération de Russie (2014)
- Prix du gouvernement de la fédération de Russie dans le domaine de la science et de la technique (1999)
- Prix du gouvernement de la fédération de Russie dans le domaine de la science et de la technique (2009)
- Prix du gouvernement de la fédération de Russie dans le domaine de la science et de la technique (2019)

Distinctions étrangères
- Médaille de l'UNESCO «Pour sa contribution au développement des nanosciences et des nanotechnologies»[14] (2016)
- Médailles d'argent du Salon international des inventions Euréka de Bruxelles (1996, 1997)
- Médaille d'or du Salon international des inventions Euréka de Bruxelles (1997)
- Quatre médailles d'argent du Salon international des inventions Euréka de Bruxelles (2000).

Distinctions spécialisées
- Médaille Pour la contribution au renforcement de la défense de la fédération de Russie (2022)
- Lauréat du prix du ministère russe de l'industrie de la défense pour ses travaux dans le domaine de la science, de l'ingénierie et de la technologie (1997)
- Insigne d'honneur du ministère de l'industrie de la défense de la Russie (1997)

Autres
- Gratitude du président de la fédération de Russie (2012)
- Gratitude du maire de Moscou (2013)
- Gratitude du secrétaire d'État de l'État uni (2008)
- Certificat d'honneur du gouverneur de l'oblast de Voronej (2008)
- Lauréat du prix d'État de la république de Mordovie (2018)
- Ordre de la Gloire de IIIe classe de la république de Mordovie (2017)
- Médaille du Mérite en commémoration du 1000e anniversaire de l'unité du peuple mordovien avec les peuples de l'État russe (2012)
- Docteur honoris causa de l'Université académique nationale de recherche de Saint-Pétersbourg